# 叙兹拉鲁斯
叙兹拉鲁斯（法語：Suze-la-Rousse，法語發音：[syz la ʁus]）是法国德龙省的一个市镇，属于尼永斯区。

## 地理
叙兹拉鲁斯（44°17'17"N, 4°50'32"E）面积30.6 平方千米，位于法国奥弗涅-罗讷-阿尔卑斯大区德龙省，该省份为法国东南部内陆省份，北起顺时针与伊泽尔省、上阿尔卑斯省、上普罗旺斯阿尔卑斯省、沃克吕兹省和阿尔代什省接壤。
与叙兹拉鲁斯接壤的市镇（或旧市镇、城区）包括：拉博姆德特朗西特、布谢、罗什居德、圣雷斯蒂蒂、索莱里约、蒂莱特、博莱讷、圣塞西尔莱维涅。

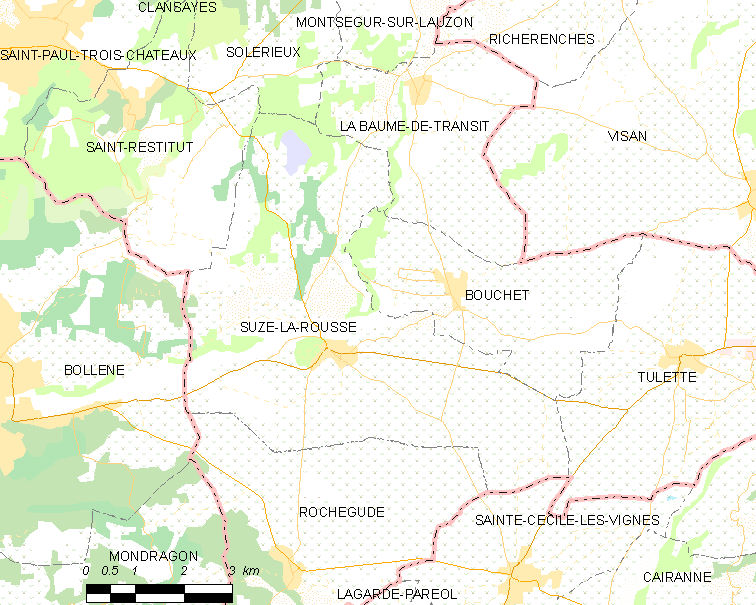
叙兹拉鲁斯的OSM定位图

叙兹拉鲁斯的时区为UTC+01:00、UTC+02:00（夏令时）。

## 行政
叙兹拉鲁斯的邮政编码为26790，INSEE市镇编码为26345。

## 政治
叙兹拉鲁斯所属的省级选区为特里卡斯坦县。

## 人口

1962-2008年间叙兹拉鲁斯人口变化图示

叙兹拉鲁斯于2022年1月1日时的人口数量为2067人。